# Huta Padang (Baru)
Huta Padang is een bestuurslaag in het regentschap Padang Sidempuan van de provincie Noord-Sumatra, Indonesië. Huta Padang telt 1428 inwoners (volkstelling 2010).